# Cerbera manghas
Cerbera manghas is een plant uit de maagdenpalmfamilie. De soort komt voor in Zuid- en Zuidoost-Azië, Oceanië (met uitzondering van Nieuw-Zeeland), Madagaskar, de Seychellen, Japan, China en Tanzania. De plant is geïntroduceerd op Hawaï. Op Sri Lanka wordt het hout gebruikt voor productie, omdat dit erg licht is.

## Naamgeving
De botanische naam Cerbera manghas werd gepubliceerd door Carl Linnaeus in 1753 in Species plantarum 1: 208–209.

### Synoniemen
De soort kent de volgende synoniemen:
- Cerbera forsteri Seem.
- Cerbera lactaria Buch.-Ham. ex D. Dietrich
- Cerbera linnaei Montrouz.
- Cerbera tanghin Hook.
- Cerbera venenifera (Poir.) Steud.
- Elcana seminuda Blanco
- Tabernaemontana obtusifolia Poir.
- Tanghinia manghas (L.) G. Don
- Tanghinia venenifera Poir.

### Lokale namen
- Madagaskar - Tanguin, Samanta, Tangena
- Samoa - Leva
- Tonga - Toto
- Fiji - Vasa
- Indonesië, Maleisië - Bintaro
- Sri Lanka - Kaduru
- Japan - Mifukuragi

## Beschrijving
De plant kan een hoogte van 12 meter bereiken. De doorschijnende donkergroene bladeren zijn ovaal van vorm. De witte of roze tot rode bloemen bevatten vijf stampers en vijf bloembladeren met een diameter van 3 tot 5 centimeter. De eivormige vruchten zijn 5 tot 10 centimeter lang die tijdens de rijping van groen via geel naar rood van kleur gaat.

## Gif
De bladeren en vruchten bevatten de giftige glycoside cerberin. De soort Cerbera odollam bevat dit gif ook en zou hiermee 3000 mensen per jaar mee doden, dit is 50% van alle plantvergiftigingen en 10% van alle totale vergiftigingen. Dit gif verwijst ook naar de geslachtsnaam: Cerberus, de bewaker van de onderwereld in de Griekse mythologie. Twaalf zaden zouden genoeg zijn om een hond te kunnen doden.
In Madagaskar werden personen met misdrijven als diefstal, opruiing, hekserij en bekering tot het christendom regelmatig berecht door middel van het zogenaamde tangena-oordeel, voor het eerst in 1817 beschreven door James Hastie, een leraar aan het hof van Radama I. Men moest een gerecht eten dat was bereid van drie stukken kippenhuid, rijst en gemalen steenvruchten van Cerbera manghas. Vervolgens moest de verdachte grote hoeveelheden water drinken zodat het gerecht weer werd uitgebraakt. Wanneer alle drie stukken kippenhuid tevoorschijn kwamen, was de verdachte onschuldig, was dit niet het geval werd hij gedood. Volgens schattingen stierven 20 tot 50 procent van de verdachten aan de gevolgen en werd het totaal aantal tangena-slachtoffers tijdens de regering van Ranavalona I geschat tussen de 200.000 en 400.000 personen.